# 邹储贤
鄒儲賢（？—1618年），明朝鐵嶺人。

## 生平
早年與李永芳同在遼東總兵李成梁麾下。萬曆年間防守清河城（今辽宁本溪县北清河城）。御史翟凤翀巡視清河城時曾再三告诫邹储贤定要堅守鸦鹘关。万历四十六年（1618年），後金首領努尔哈赤率大军攻破抚顺，抚顺城守将李永芳投降。同年七月，後金兵再攻清河城，身為副將的鄒儲賢雖以火器殺敵千餘人，仍然戰死。